# Zonosemata scutellata
Zonosemata scutellata är en tvåvingeart som först beskrevs av Friedrich Georg Hendel 1936.  Zonosemata scutellata ingår i släktet Zonosemata och familjen borrflugor. Inga underarter finns listade i Catalogue of Life.